# Osiedle Schillerpark

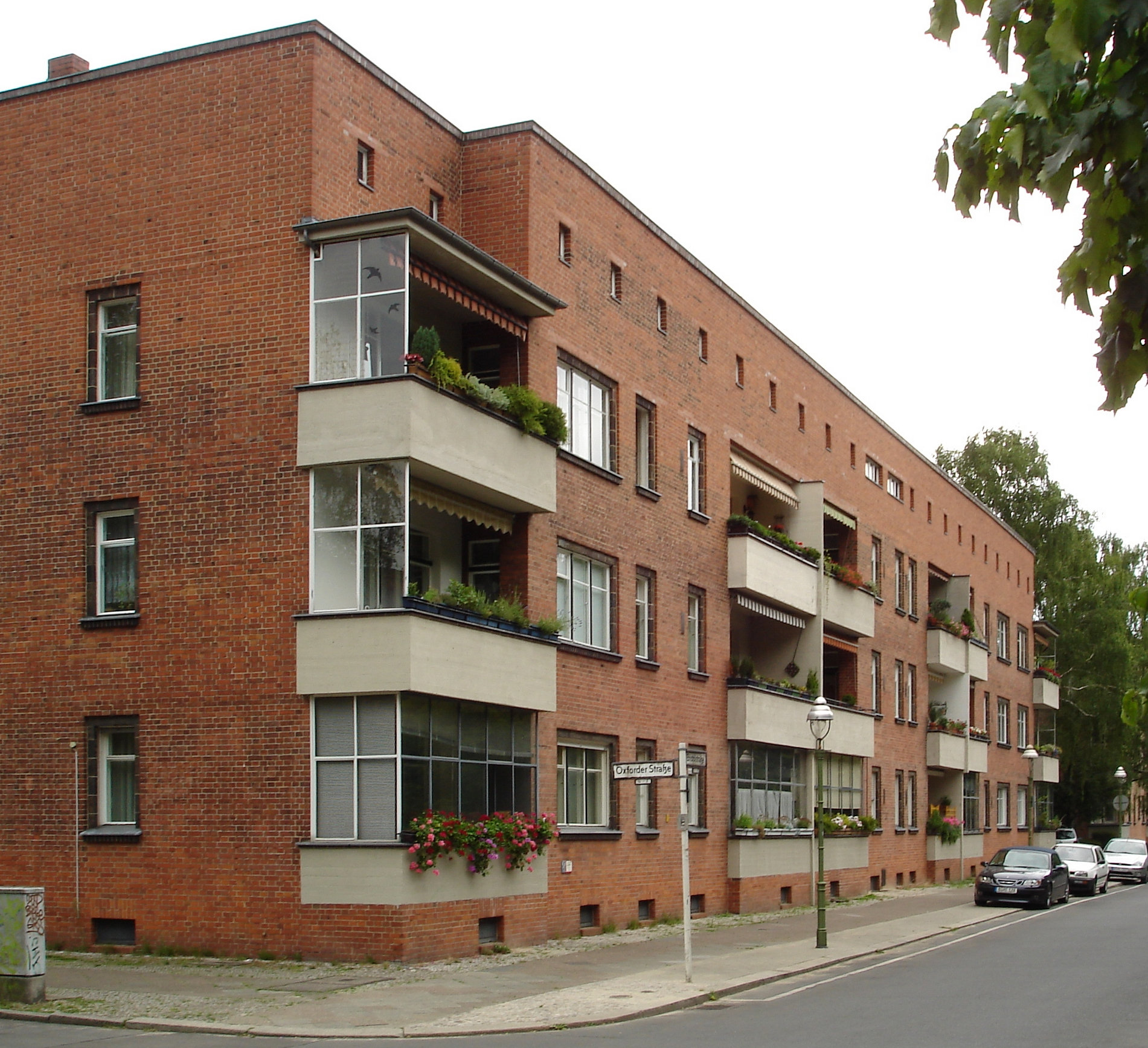
Osiedle Schillerpark

Osiedle Schillerpark (niem. Siedlung Schillerpark) – modernistyczne osiedle domów mieszkalnych w środkowo-zachodniej części Berlina. Wybudowane w latach 1924–1930 według planów Bruna Tauta.
W lipcu 2008 osiedle Schillerpark wraz z pięcioma innymi modernistycznymi zespołami mieszkaniowymi Berlina zostało wpisane na listę dziedzictwa kulturowego UNESCO.

## Historia
Pierwsze plany osiedla mieszkaniowego w tej części Berlina powstały już w 1914 po założeniu parku Schillera, jednak wybuch I wojny światowej przeszkodził w ich realizacji.
Dopiero w 1924 po wprowadzeniu podatku od czynszów (niem. Hauszinssteuer) państwo dysponowało odpowiednią sumą środków, by rozwinąć budownictwo socjalne. Berlińska spółdzielnia oszczędnościowo-budowlana (niem. Berliner Spar- und Bauverein) powierzyła Bruno Tautowi projekt budowy nowego osiedla przy parku Schillera wzdłuż Bristolstraße. Taut przedstawił koncepcję zabudowy otwartej złożonej z grup dwu- do czteropiętrowych domów wzorowanych na architekturze holenderskiej J.J. P. Ouda. Zastosowanie czerwonej cegły palonej nawiązywało do szkoły amsterdamskiej. Pomalowane na biało i niebiesko fragmenty pokryte gładzią nadają kolorowe akcenty. Płaskie dachy były jednymi z pierwszych w Berlinie.
W latach 1924–1930 zbudowano 303 mieszkania. W pierwszej fazie (1924–1925) powstały trójskrzydłowe budynki, zgrupowane wokół dziedzińca. W kolejnych fazach budowano po dwa mieszkania na piętrze. Wszystkie budynki zostały wyposażone w łazienki i balkony bądź loggie. Na osiedlu powstała również wspólna pralnia. Mieszkania liczyły od jednego i pół do czterech i pół pokoi, nawet te najmniejsze miały powierzchnię ok. 40 m².
Na osiedlowym dziedzińcu posadzono drzewa i urządzono place zabaw dla dzieci. Ponadto na osiedlu wybudowano przedszkole.
Podczas II wojny światowej osiedle zostało częściowo zniszczone. Odbudową w 1951 kierował Max Taut, brat zmarłego w 1938 Bruno Tauta. Osiedle rozbudowano w latach 1954–1959 według planów Hansa Hoffmanna, który nowe budynki zaprojektował w stylu Tauata.
W 1991 przeprowadzono renowację osiedla. Obecnie (2008) 570 mieszkaniami administruje Berlińska Spółdzielnia Budowlano-Mieszkaniowa z 1892 (niem. Berliner Bau- und Wohnungsgemeinschaft von 1892). Cały kompleks podlega ochronie zabytków.

## Galeria

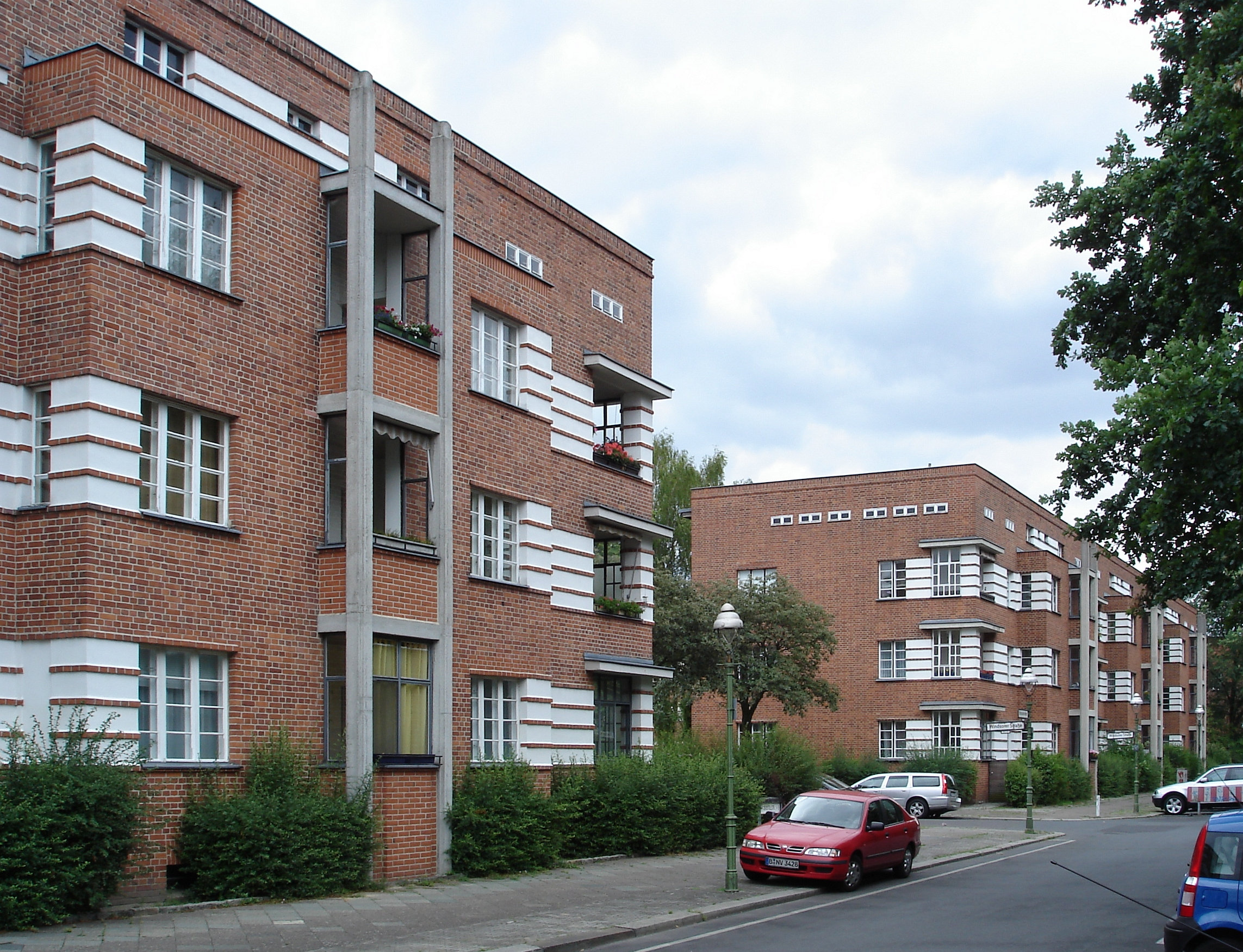
Bristolstraße 5
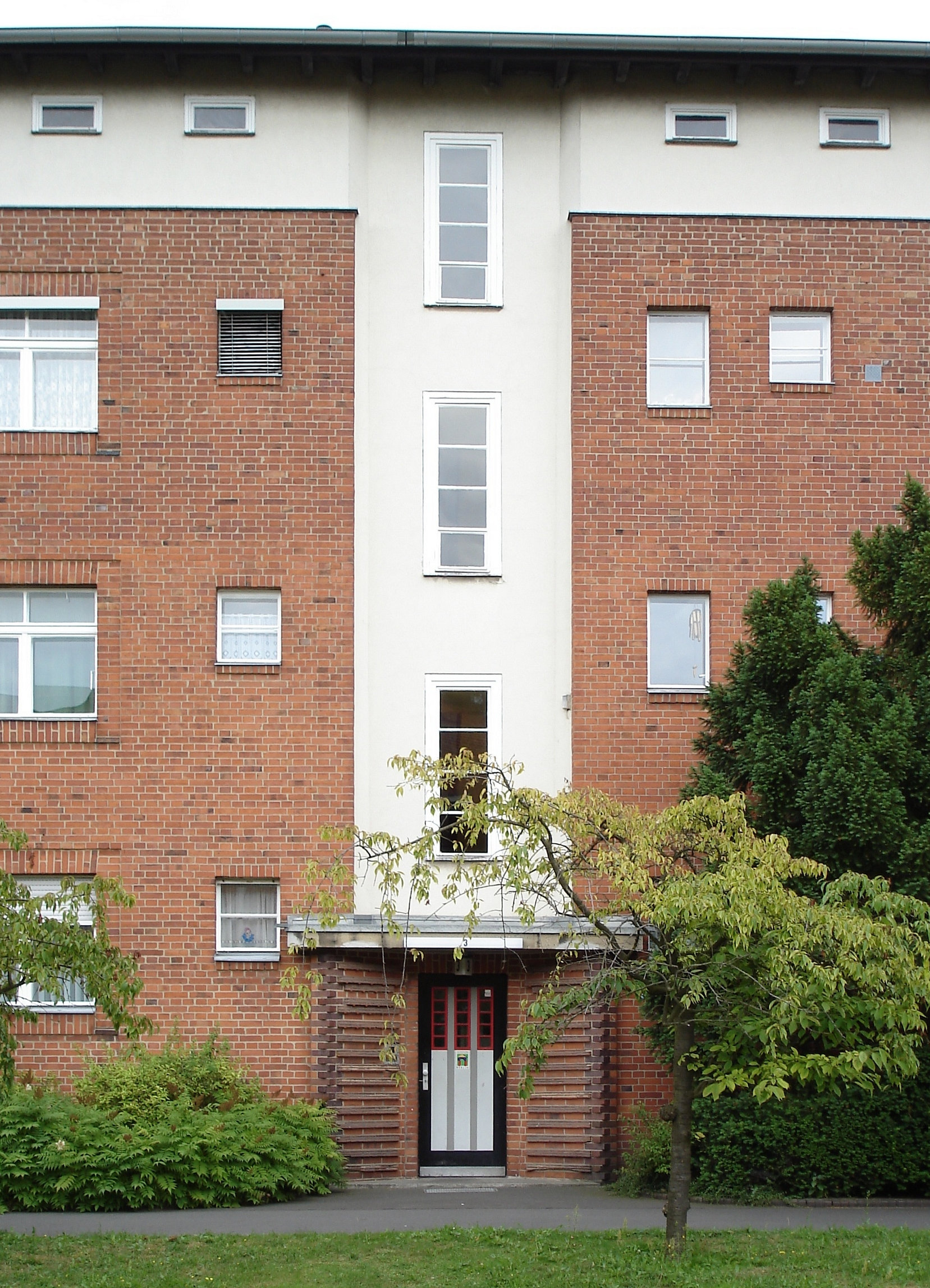
Windsorer Straße 3
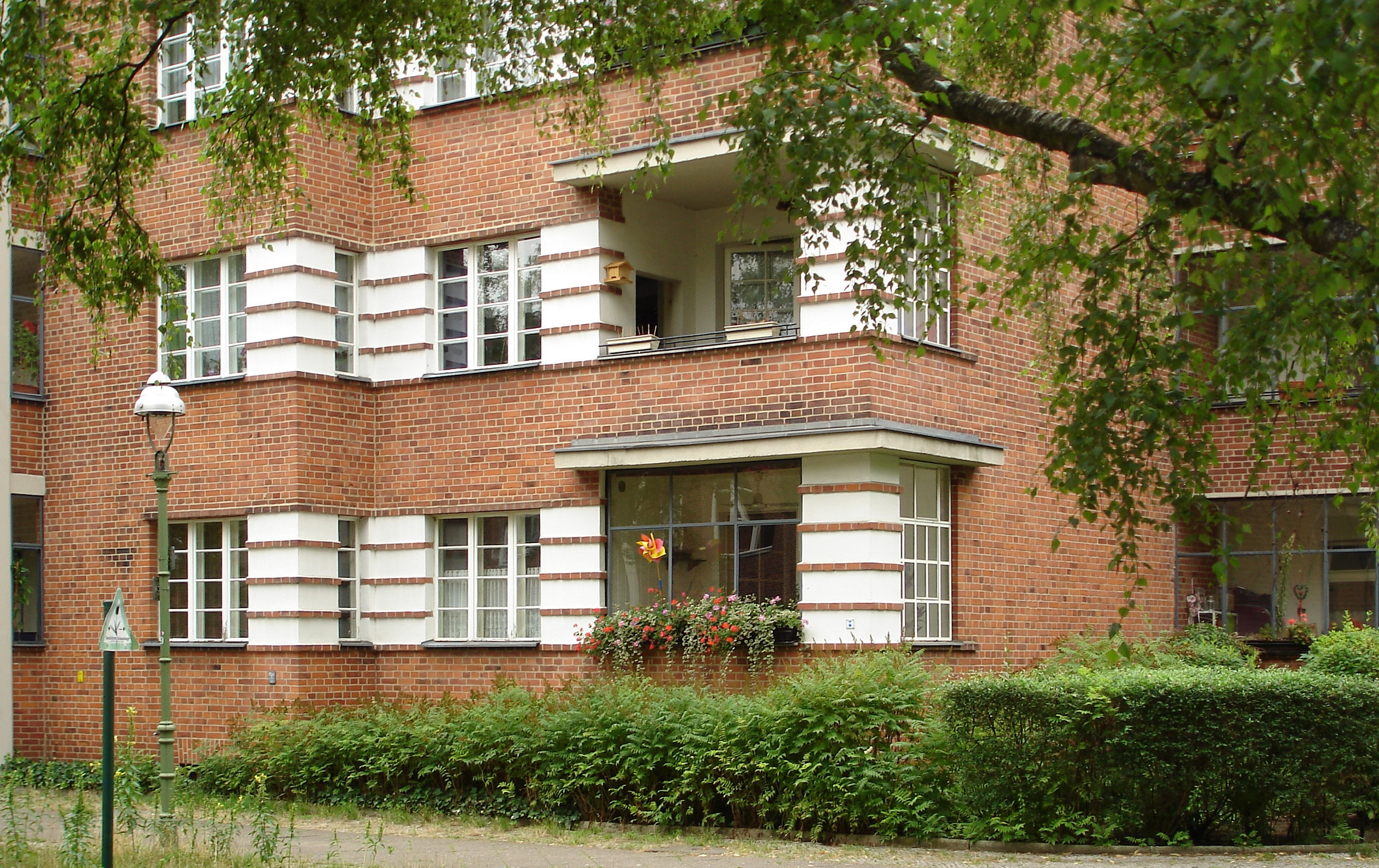
Oxforder Straße 11
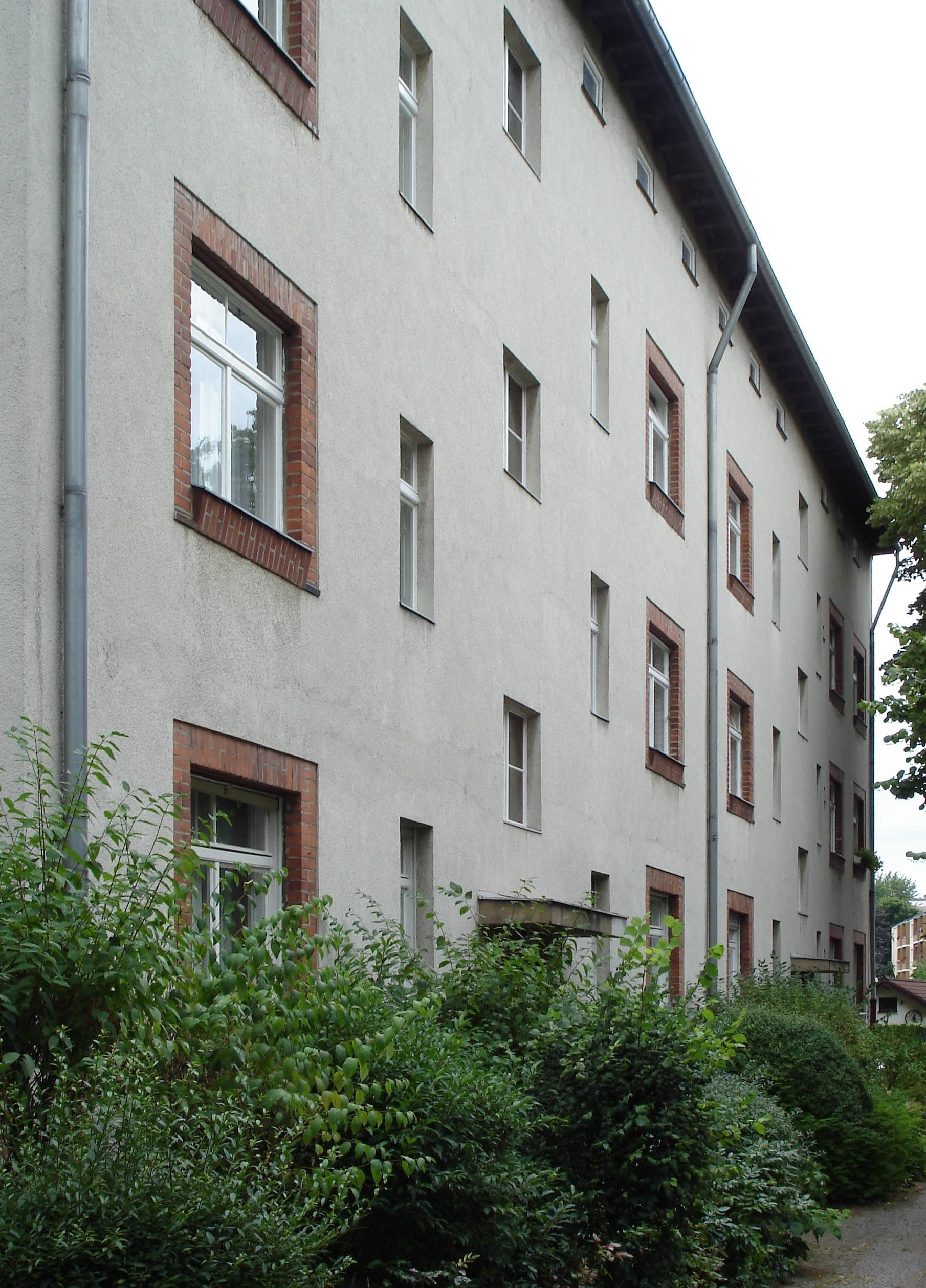
Corker Straße 33/35

## Literatura
- Jörg Haspel, Annemarie Jaeggi: Siedlungen der Berliner Moderne. Monachium: Deutscher Kunstverlag, 2007. ISBN 978-3-422-02091-7. (niem.). Brak numerów stron w książce